# FANATICA〜ファナティカ〜
『FANATICA〜ファナティカ〜』（ファナティカ）は、2004年11月4日にオービットより発売されたWindows 98/Me/2000/XP用ゲームソフト。初回限定版と通常版の2種類が発売され、キャラクターボイスデータ集、ポストカード、留守電やトールケースなど特典が同梱された。本作は18禁の女性向けボーイズラブゲームである。
2008年7月31日には『FANATICA〜ファナティカ〜』の完全リメイク版であり、PlayStation 2用ゲームソフトの『銀のエクリプス』（ぎんのエクリプス）が発売された。初回限定版と通常版の2種類が発売され、初回限定版のみ設定資料集が同梱された。『銀のエクリプス』には新たなオリジナルキャラクター「リー・フェイフォン」が追加され、シナリオも新たに書き下ろされた。

## あらすじ
序盤、主人公アーシルとカーティスは、ある日、思い掛けなく友人ロドニーの好意によって豪華客船に招待されることになる。

## 登場人物
声 - PC版 / PS2版
アーシル（Arshile）
声 - 東城直樹 / 宮田幸季
本作の主人公。記憶を失っていた美少年。
カーティス・リンドストローム（Cartis Lindstrom）
声 - 一条和矢 / （同左）
穏やかで真面目な医師であり、アーシルに同居する事になった。
ロドニー・ウォレン・グレアム（Rodney Warren Graham）
声 - 多恵忍 / 諏訪部順一
カーティスの親友。
カルム・ガスマノフ（Calme Gazmahob）
声 - 富士爆発 / 小西克幸
夢の中でアーシルが出会う謎の青年。右目に眼帯をしている。
李麗文（リー・リーウェン）
声 - 鉄仮面 / 真山ゆうひ
夢の中でアーシルが出会う謎の少年。女の顔を持つ姿で描かれている。
霜波（そうは）
声 - ヘルシー太郎 / 伊藤健太郎
カーティスの助手を務める赤毛の青年。敬語を使うが、あまり笑わない。アーシルの夢にも登場する。
アーヤ
声 - 四季路 / 三木眞一郎
アーシルの前に現れる謎の青年。

## スタッフ
『FANATICA〜ファナティカ〜』と『銀のエクリプス』のスタッフは共通しており下記の通り。
- 原画 - 木菟あうる
- シナリオ - 片桐由摩

## 書籍
- 『FANATICA 公式ビジュアルファンブック』（エンターブレイン、2005年12月26日発売） ISBN 978-4-75772-376-4
  - 描き下ろしイラストとコミック、CG紹介、攻略チャート、スタッフインタビューなどを満載。
- 『銀のエクリプス 公式ビジュアルファンブック』（エンターブレイン、2008年10月31日発売） ISBN 978-4-75774-505-6
  - 描き下ろしイラストと新作小説、ゲーム開発秘話も掲載。